# 애기캥거루생쥐속
애기캥거루생쥐속(Microdipodops)은 주머니생쥐과에 속하는 설치류 속의 하나이다. 미국 남서부 사막의 토착종으로 주로 네바다주에서 발견된다. 2종으로 이루어져 있다. 두 발로 일어서는 습성때문에 ‘캥거루쥐’라는 이름이 붙여졌다.

## 하위 종
- 소다스프링계곡캥거루쥐 (M. pallidus)
- 큰머리캥거루쥐 또는 오위히강캥거루쥐 (M. megacephalus)

## 계통 분류
2007년 하프너(Hafner) 등은 분자생물학과 형태학적 정보에 의해 다음과 같은 계통 분류군을 제안했다.
|  | 캥거루쥐속       |
|  |                  |
|  | 애기캥거루생쥐속 |
|  |                  |

|                    | 주머니생쥐속                                                            |
|                    |                                                                         |
| 작은주머니생쥐아과 | \| \| 작은주머니생쥐속 \| \| \| \| \| \| 거친털주머니생쥐속 \| \| \| \| |
|                    | \| \| 작은주머니생쥐속 \| \| \| \| \| \| 거친털주머니생쥐속 \| \| \| \| |
|                    | 작은주머니생쥐속                                                        |
|                    |                                                                         |
|                    | 거친털주머니생쥐속                                                      |
|                    |                                                                         |

|  | 작은주머니생쥐속   |
|  |                    |
|  | 거친털주머니생쥐속 |
|  |                    |

|  | 캥거루쥐속       |
|  |                  |
|  | 애기캥거루생쥐속 |
|  |                  |

|                    | 주머니생쥐속                                                            |
|                    |                                                                         |
| 작은주머니생쥐아과 | \| \| 작은주머니생쥐속 \| \| \| \| \| \| 거친털주머니생쥐속 \| \| \| \| |
|                    | \| \| 작은주머니생쥐속 \| \| \| \| \| \| 거친털주머니생쥐속 \| \| \| \| |
|                    | 작은주머니생쥐속                                                        |
|                    |                                                                         |
|                    | 거친털주머니생쥐속                                                      |
|                    |                                                                         |

|  | 작은주머니생쥐속   |
|  |                    |
|  | 거친털주머니생쥐속 |
|  |                    |

## 같이 보기
- 노토미스속
- 캥거루쥐